# هم‌ریسگی
در قارچ‌ها اگر هسته یک ریسه با هسته دیگر همان ریسه ترکیب شود، هم‌ریسگی (انگلیسی: Homothallism) رخ می‌دهد و قارچ ایجاد شده را همریسه (هموتالیک، Homothallic) می‌نامند.
به عبارت دیگر هم‌ریسگی ویژگی گونه قارچی است که در آن تولید مثل جنسی با یاخته‌ها یا هسته‌های موجود در یک ریسه (تال) امکان‌پذیر باشد. در این قبیل قارچ‌ها ریسه ایجادشده از یک هاگ می‌تواند تولید مثل جنسی ایجاد کند.